# Charneca (Lisbonne)
Pour les articles homonymes, voir Charneca.
Charneca est une ancienne freguesia de Lisbonne.